# Кровь в Венеции
Кровь в Венеции (итал. Giallo a Venezia, иное название Джалло в Венеции) — итальянский джалло 1979 года режиссёра Марио Ланди. В Италии картина была очень быстро запрещена, фактически сразу после первого показа на экранах. Однако немногим позже была выпущена в урезанном варианте. С тех пор в оригинальном варианте фильм сохранился лишь на единичных видеоносителях.

## Сюжет
Инспектор Де Пол на пирсе Венеции обнаруживает трупы мужчины и женщины, причём женщина утонула в реке, а её труп был вытащен на пирс самим убийцей. Вскоре инспектор узнаёт, что трупами является супружеская пара — архитектор Фабио и его жена Флавия. До момента своего убийства пара частенько устраивала нездоровые сексуальные развлечения, в том числе с участием совсем незнакомых людей и даже подвергая свою жизнь опасности. В это же время, когда желания супругов начинают усиливаться, в округе объявляется маньяк, который похищает женщин для своих сексуальных утех. А для того, чтобы они не могли убежать он отрезает им конечности. После убийства супругов подруге Фабио Марции начинают поступать странные звонки, а через некоторое время происходит ещё несколько убийств.

## В ролях
- Леонора Фани — Флавия
- Джефф Блинн — инспектор ДеПол
- Джианни Деи — Фабио
- Мишель Ренцулло
- Марианджела Джиордан — Марция